# Фрегаты типа «Бремен»
Фрегаты типа «Бремен» F122 — были разработаны в 1970-х годах немецкими судостроительными компаниями: Blohm + Voss и ThyssenKrupp.

## История строительства
Фрегаты типа «Бремен» F122 — созданы для борьбы с кораблями сопровождения и подводными лодками противника. В конце 1976 г. правительство ФРГ приняло решение о постройке 12 кораблей, которые должны были заменить устаревшие фрегаты типа «Кёльн». Однако серию ограничили восемью кораблями, отдав предпочтение фрегатам типа «Бранденбург». Первый корабль «Bremen» вошёл в состав Военно-морского флота Германии в сентябре 1979 года. Дополнительные две единицы «Emden» и «Rheinland-Pfalz» построили позже. Всего было построено восемь кораблей этого типа. По состоянию на октябрь 2018 года два корабля находятся в составе Военно-морского флота Германии.

## Конструкция
Корпуса фрегатов строились на судостроительных верфях, а потом буксировались на завод фирмы «Бремер Вулкан», где на них устанавливались системы оружия и электроника. Корпус корабля стальной сварной, разделен водонепроницаемыми переборками на 16 отсеков, гладкопалубный со значительным коэффициентом полноты ватерлинии и мидель-шпангоута. Набор — продольно-поперечный. Надстройки разделены на три отдельных блока и выполнены с широким использованием алюминиевых сплавов, что повышает их пожароопасность. В качестве материала конструкций корпуса и надстройки была принята сталь с умеренными прочностными характеристиками. Алюминиево-магниевые сплавы из конструкции корабля полностью исключены. Такое решение было принято с целью уменьшения пожарной опасности и вследствие значительного усложнения технологии при соединении стальных и алюминиевых конструкций. Масса высокорасположенной развитой надстройки была уменьшена за счёт использования тонких листов обшивки. Система стабилизации включает бортовые рули и скуловые кили. Рулевое устройство с электрогидравлическими приводами и полубалансирным рулем. Корабли были впоследствии дооборудованы килевыми стабилизаторами и американской пузырьковой системой «Прэри/Маскера» на корпусе и винтах для уменьшения уровня шумов машинного отделения. Также организовали защиту с СРХБЗ.

## Энергетическая установка
Главная энергетическая установка — двухвальная комбинированная дизель-газотурбинная. Она состоит из двух газотурбинных двигателей LM 2500 и двух дизельных двигателей, работающих попарно (турбины или дизели) на свои зубчато-планетарные редукторы.
Газотурбинные двигатели обеспечивают кораблю скорость хода более 20 узлов, время выхода из холодного состояния в режим полного хода — 60 с. Совместно с дизелями газотурбинные двигатели не работают и переключаются посредством самосинхронизирующейся муфты без временных задержек и изменения скорости хода корабля.
Дизели обеспечивают скорость хода до 20 узлов, что позволяет в силу их более высокого по сравнению с газотурбинными двигателями КПД повысить экономичность главной энергетической установки и сохранить моторесурс турбин.
На корабле установлены пятилопастные винты регулируемого шага диаметром 4,2 м, которые имеют низкий уровень шума и вибрации. В целях снижения шумовибрационных характеристик корпуса двигателей, заборные и выхлопные патрубки турбин и камер сгорания покрыты специальными звукоизоляционными и шумопоглощающими материалами. Электроэнергетическая установка состоит из четырёх дизель-генераторов суммарной мощностью 3000 кВт (трехфазный ток, 440 В, 60 Гц). Главная энергетическая установка легко доступна для технического обслуживания и ремонта. Для демонтажа и замены дизелей достаточно снять звукоизоляционные кожухи.
Новые агрегаты ГТД или его основные узлы устанавливаются через воздухозаборные шахты с помощью специальных направляющих.
Автоматизация всех процессов управления главной энергетической установкой, наличие вспомогательных механизмов и систем позволяют осуществлять дистанционный контроль и выбор режимов работы главных двигателей, электростанций и систем обеспечения живучести из боевой рубки или с местных постов управления

## Вооружение
Вооружение фрегатов «Бремен» F122 включает противокорабельные ракетные комплексы «Гарпун», 3PK NATO Sea Sparrow, 76-мм артиллерийский комплекс ОТО Melara и два 20-мм артиллерийских комплекса Rheinmetall AG, два двухтрубных торпедных аппарата Mk 32 mod 5. Возможности фрегатов при отражении средств воздушного нападения существенно расширены после размещения на них ЗКБР RAM (ASMD). Радиоэлектронное оборудование — боевая информационно-управляющая система SATIR, системы управления стрельбой WM-25, двухкоординатная РЛС обнаружения воздушных целей DA-08, навигационная РЛС 3RM 20, комплекс активных и пассивных средств радиопротиводействия, а также гидроакустическая станция DSQS 21 BZ и система противоторпедной защиты SLQ;25 Nixie. Программное обеспечение бортового компьютера, было специально разработано для фрегатов типа «Бремен» F122. Компьютер вычисляет и оценивает данные о цели и автоматически выбирает оптимальное оружие для поражения противника. Боевая информационно-управляющая система SANIR-3 обеспечивает эффективное использование вооружения фрегата. Система автоматизирована и обеспечивает выполнение следующих операций: формирование картины обстановки с использованием как корабельных РЛС, ГАС и системы госопознавания, так и внешних источников информации с применением систем обмена информацией Link 11 и Link 14; кораблевождение и тактическое маневрирование в боевых ситуациях с отображением опасных зон на карте обстановки; расчёт маневрирования вертолетов с учетом метеорологических условий в различных боевых ситуациях. Корабли несут по два вертолета ПЛО Lynx Mk 88 фирмы «Westland». Для посадки вертолетов в штормовую погоду, корабли оснащены специальными системами посадки.

## Корабли серии
| Название        | Бортовой номер | Верфь         | Закладка         | Спуск на воду    | Ввод в строй    | Выведен из эксплуатации | Примечания |
| --------------- | -------------- | ------------- | ---------------- | ---------------- | --------------- | ----------------------- | ---------- |
| Bremen          | F207           | Bremer Vulkan | 9 июля 1979      | 27 сентября 1979 | 7 мая 1982      | 28 марта 2014           |            |
| Niedersachsen   | F208           | AG Weser      | 9 ноября 1979    | 9 июня 1980      | 15 октября 1982 | 26 июня 2015            |            |
| Rheinland-Pfalz | F209           | Blohm & Voss  | 25 сентября 1979 | 3 сентября 1980  | 9 мая 1983      | 22 марта 2013           |            |
| Emden           | F210           | Nordseewerke  | 23 июня 1979     | 17 декабря 1980  | 7 октября 1983  | 29 ноября 2013          |            |
| Köln            | F211           | Blohm & Voss  | 16 июня 1980     | 29 мая 1981      | 19 октября 1984 | 31 июля 2012            |            |
| Karlsruhe       | F212           | Howaldtswerke | 10 марта 1981    | 8 января 1982    | 19 апреля 1984  | 16 июня 2017            |            |
| Augsburg        | F213           | Bremer Vulkan | 4 апреля 1987    | 17 сентября 1987 | 3 октября 1989  | конец 2019              |            |
| Lübeck          | F214           | Nordseewerke  | 5 июня 1987      | 19 октября 1987  | 19 марта 1990   | В строю                 |            |

## Галерея
- F207 Bremen
- F208 Niedersachsen в Нью-Йорке, 2004 г.
- F209 Rheinland-Pfalz
- F214 Lübeck
- F207 Bremen Portsmouth, England, 2013.
- F207 Bremen Portsmouth, England, 2013.
- F207 Bremen Portsmouth, England, 2013.
- F210 Emden Portsmouth, England, 2013.
- F210 Emden Portsmouth, England, 2013.
- F210 Emden Portsmouth, England, 2012.